# Міногуті Юсуке
Юсуке Міногуті (яп. 祐介 簔口; нар. 23 серпня 1965, Хоккайдо, Японія) — японський футболіст, що грав на позиції нападника.
Виступав за національну збірну Японії.

## Клубна кар'єра
У дорослому футболі дебютував 1988 року виступами за команду клубу «ДЖЕФ Юнайтед», в якій провів чотири сезони, взявши участь у 67 матчах чемпіонату.
Згодом з 1993 по 1995 рік грав у складі команд клубів «Пі-Джи-Ем Фьючез» та «Авіспа Фукуока».
Завершив професійну ігрову кар'єру у клубі «Ойта Трініта», за команду якого виступав протягом 1996 року.

## Виступи за збірну
1988 року дебютував в офіційних матчах у складі національної збірної Японії. Протягом кар'єри у національній команді, яка тривала усього 1 рік, провів у формі головної команди країни 2 матчі.
У складі збірної був учасником кубка Азії 1988 року в Катарі.